# Saison 2000-2001 de l'Olympique lyonnais
Maillots
Chronologie
Saison précédente Saison suivante
La saison 2000-2001 de l'Olympique lyonnais est la cinquante-et-unième de l'histoire du club. Le nouvel entraineur, Jacques Santini, a mené sa troupe vers un premier titre en Coupe de la Ligue, mettant fin à 28 ans de disette après les Coupes de France de 1964, 1967 et 1973
Le club finira vice-champion de France. Cette 2ème plase assure une qualification pour la Ligue des champions pour la deuxième année de suite, ce qu'aucun club français n'avait réussi depuis l'instauration de cette compétition. Avec le titre en Coupe de la Ligue, un quart de finale de Coupe de France, et une accession en deuxième phase de poule de la Ligue des champions, avec sept victoires, le club fait l'un des meilleurs parcours français de cette année.

## Déroulement de la saison

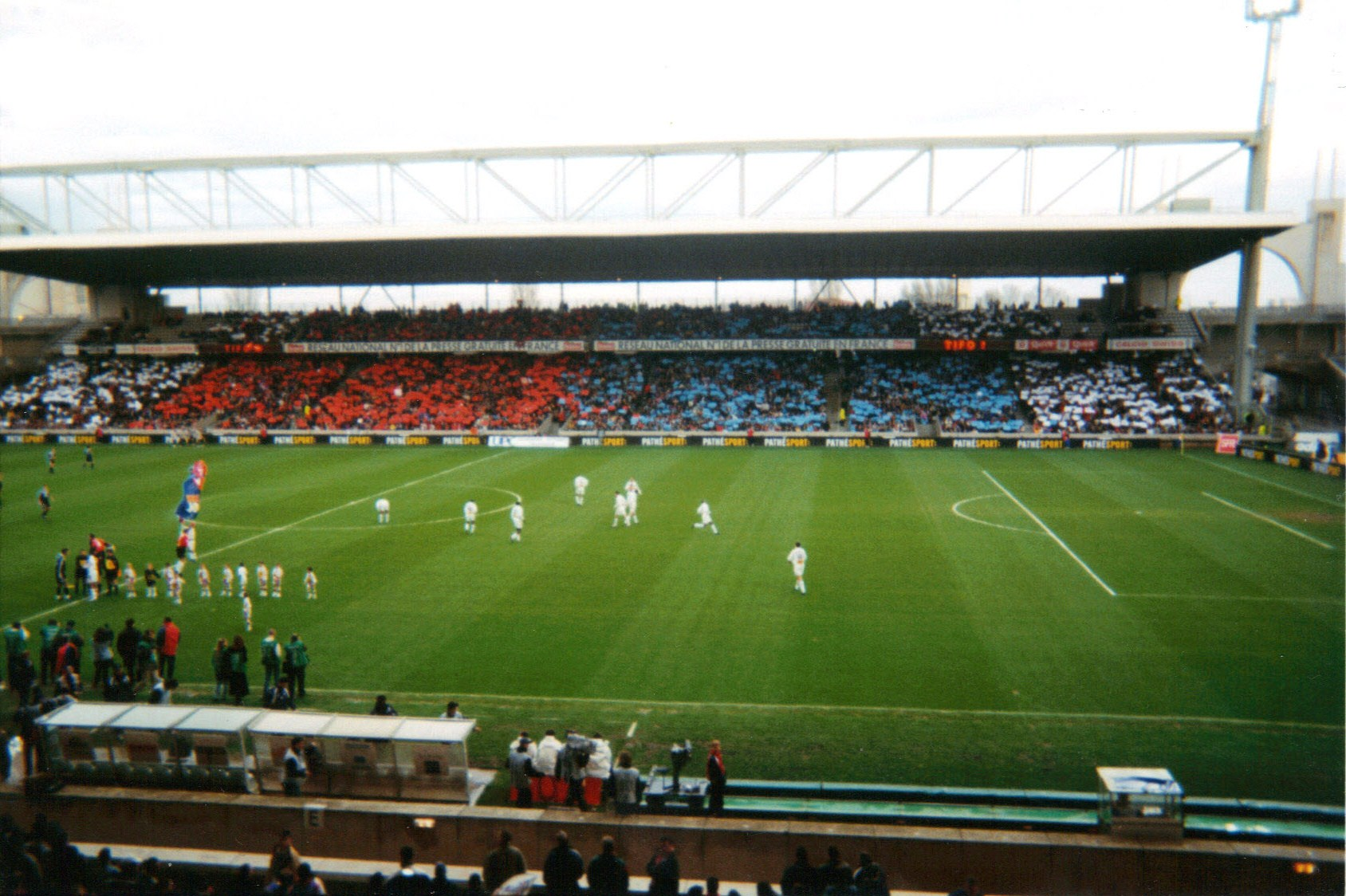
Entrée des joueurs lors du match Lyon-Bordeaux au stade de Gerland.

### Bilan
Un certain nombre de joueurs s'illustrent cette saison. Le premier d'entre eux est Sonny Anderson, encore meilleur buteur du championnat avec 22 buts. La star lyonnaise conquiert cette distinction pour la troisième fois, et la deuxième consécutivement. Il est, par ailleurs, secondé à l'attaque par Steve Marlet (huitième du classement des buteurs avec douze buts) et une révélation : Sidney Govou, nommé espoir de l'année, et remarqué en particulier lors du match contre le Bayern de Munich.
Au milieu, Vikash Dhorasoo se fait remarquer par une belle régularité et de nombreux coups d'éclat. Comme Sonny Anderson, il est récompensé par une place dans l'équipe type de l'année du journal France Football. Il est également le meilleur passeur du club. La revue met également en avant au milieu de terrain Philippe Violeau et Steed Malbranque.
En défense, les prestations les plus remarquables sont à attribuées à Patrick Müller et Edmílson. Dans les cages, Grégory Coupet n'est pas encore au niveau qu'il atteindra les années suivantes (seulement douzième du classement France Football des gardiens).
Le bilan chiffré en fait un solide second du championnat. Il a la seconde meilleure attaque (57 buts) et la seconde meilleure défense (30 buts). Avec seulement quatre défaites dans la saison régulière, il établit cette année le record du club, qui ne sera battu que quatre ans plus tard. Le stade de Gerland connait une moyenne de spectateurs de 34565, avec un record contre Strasbourg lors de la 33e journée (40629) et une plus faible affluence contre Troyes lors de la 5e journée (28103).

## Effectif
Gardiens
- Grégory Coupet  France
- Angelo Hugues  France

Défenseurs
- Edmílson  Brésil /  Italie
- Cláudio Caçapa  Brésil
- Patrick Müller  Suisse /  Autriche
- Éric Deflandre  Belgique
- Christophe Delmotte  France /  Belgique
- Jérémie Bréchet  France
- Jean-Marc Chanelet  France
- Florent Laville  France
- Jacek Bak  Pologne
- Serge Blanc  France

Milieux
- Philippe Violeau  France
- Marc-Vivien Foé  Cameroun
- Pierre Laigle  France
- Vikash Dhorasoo  France
- David Linarès  France
- Steed Malbranque  France /  Belgique
- Frédéric Ribeiro  France

Attaquants
- Steve Marlet  France
- Sonny Anderson  Brésil
- Tony Vairelles  France
- Sidney Govou  France
- Patrice Loko  France

## Statistiques
Buteurs de l'OL en championnat
- 22 buts : Sonny Anderson
- 12 buts : Steve Marlet
- 5 buts : Sidney Govou
- 3 buts : Tony Vairelles, Vikash Dhorasoo
- 2 buts : Steed Malbranque, Christophe Delmotte
- 1 but : Cláudio Caçapa, Patrick Müller, Jean-Marc Chanelet, Edmílson, Philippe Violeau, Marc-Vivien Foé, Pierre Laigle
- C.S.C. : Olivier Echouafni

## Détail des matchs

### Ligue des champions
3e tour préliminaire
Un an après l'échec de Maribor, l'OL doit se méfier d'un nouvel adversaire réputé plus faible, l'ASK Inter Slovnaft Bratislava. Après un match aller difficile qui voit un court succès lyonnais grâce à Christophe Delmotte dans les dernières minutes, le match retour est beaucoup plus tendu. Mené à la pause, l'OL s'en remet à Grégory Coupet pour le sauver du 0-2, Steve Marlet égalisant quelques minutes plus tard. La soirée est marquée ensuite par le fantastique but de Steed Malbranque dans les arrêts de jeu et par les larmes de Sonny Anderson, ce dernier ayant perdu son père quelques jours plus tôt.
- Inter Bratislava - Lyon 1-2 (0-0) : S. Anderson (50e), C. Delmotte (90e)
- Lyon - Inter Bratislava 2-1 (0-1) : S. Marlet (57e), S. Malbranque (90e)

1er tour
L'OL se qualifie donc pour la première Ligue des champions de son histoire. En ouverture, face au club surprise néerlandais, le SC Heerenveen, l'OL démarre bien sa campagne, menant même 2-0 après 10 minutes de jeu. Débordé par l'Olympiakos Le Pirée, malgré un but en fin de match de Marc-Vivien Foé qui s'avèrera capital par la suite, l'OL se prépare à une double confrontation de haut niveau contre le Valence CF, finaliste de l'année précédente. Après un match aller correct, qui voit Grégory Coupet stopper un penalty de Gaizka Mendieta (qui n'en avait jamais raté jusque-là) mais aussi Zlatko Zahovic offrir la victoire aux siens à 10 minutes de la fin, le match retour au Stade de Gerland est bien plus débridé. Mené 1-0 à la pause, réduit à 10 à l'heure de jeu après l'expulsion de Marc-Vivien Foé, puis mené 2-0, l'OL s'incline malgré les dernières minutes folles et le but de Steve Marlet. Après un match contrôlé aux Pays-Bas (2-0), les hommes de Jacques Santini jouent le match décisif contre l'Olympiakos à domicile. Une victoire 1-0 suffit grâce au but tardif de Foé à l'aller à l'extérieur. Après à peine 2 minutes de jouées, Tony Vairelles centre pour Pierre Laigle qui marque de la tête. Malgré la crispation, les lyonnais tiendront le résultat face à des grecs réduits à 10 en seconde période.
- 1. Lyon - Heerenveen 3-1 (2-1) : S. Anderson (2e), Hottuin (10e C.S.C.), S. Marlet (61e)
- 2. Olympiakos - Lyon 2-1 (2-0) : M. Foé (87e)
- 3. FC Valence - Lyon 1-0 (0-0)
- 4. Lyon - FC Valence 1-2 (0-1) : S. Marlet (90e)
- 5. Heerenveen - Lyon 0-2 (0-0) : S. Malbranque (69e), S. Marlet (79e)
- 6. Lyon - Olympiakos 1-0 (1-0) : P. Laigle (2e)
- Classement : 2e ; 9 points ; 3 V, 0 N, 3 D ; 8 buts pour, 6 buts contre, +2

2e tour
- 1. Bayern Munich - Lyon 1-0 (0-0)
- 2. Lyon - Spartak Moscou 3-0 (3-0) : S. Marlet (2e), S. Anderson (31e, 43e)
- 3. Lyon - Arsenal 0-1 (0-0)
- 4. Arsenal - Lyon 1-1 (1-0) : J. Edmilson (88e)
- 5. Lyon - Bayern Munich 3-0 (2-0) : S. Govou (13e, 21e), P. Laigle (71e)
- 6. Spartak Moscou - Lyon 1-1 (1-0) : S. Anderson (68e S.P.)
- Classement : 3e ; 8 points ; 2 V, 2 N, 2 D ; 8 buts pour, 4 buts contre, +4

France football juge que le parcours du club en ligue des champions "sauve l'honneur français". Pour leur première véritable année de ligue des champions, ils ont "vraiment su élever leur niveau de jeu en deuxième partie de l'épreuve". Éliminé par l'Arsenal de Thierry Henry à la différence de buts particulière, ils paient surtout leur match nul de la dernière journée contre le Spartak Moscou, alors qu'ils avaient leur destin en main. Mais ils se sont montrés à la hauteur et ils « permettent de dire que la France a encore un petit rôle à jouer dans la Ligue des champions des temps modernes ».

### Coupe de la Ligue
1/16
- Sedan - Lyon 1-2 (0-1) : S. Anderson (30e), S. Govou (82e)

1/8
- Lens - Lyon 1-3 (0-1) : J. Edmilson (24e), P. Laigle (60e), S. Marlet (70e)

1/4
- Amiens - Lyon 0-2 (0-1) : S. Malbranque (18e, 61e)

1/2
- Lyon - Nantes 3-2 (1-2) : P. Laigle (4e, 63e), S. Anderson (52e)

Finale
- Lyon - Monaco 2-1 A.P. (1-0) (1-1) : C. Caçapa (35e), P. Müller (118e)

### Coupe de France
1/32
- Lyon - Caen 3-2 (2-1) : P. Müller (28e), S. Anderson (38e, 69e)

1/16
- Lyon - Saint-Étienne 1-1 A.P. (0-0) (1-1) : P. Loko (51e)

|                                                       |                 | -                                         |  |  |  |
|                                                       |                 |                                           |  |  |  |
| Anderson · Edmílson · Malbranque · Delmotte · Violeau | Tirs au but 4-3 | Huard · Guel · Carteron · Sarr · Potillon |  |  |  |

1/8
- Fontenay-le-Comte - Lyon 2-2 A.P. (0-0) (1-1) 4-5 T.A.B. : S. Govou (85e), C. Delmotte (95e)

1/4
- Strasbourg - Lyon 3-0 (0-0)

### Championnat de France
- 1. Lyon - Rennes 2-2 (0-2) : T. Vairelles (57e), S. Anderson (88e)
- 2. Sedan - Lyon 1-1 (0-0) : S. Marlet (81e)
- 3. Lyon - Metz 0-0 (0-0)
- 4. Bastia - Lyon 2-0 (0-0)
- 5. Lyon - Troyes 1-0 (0-0) : M. Foé (90e)
- 6. Saint-Étienne - Lyon 2-2 (1-2) : S. Anderson (7e), S. Marlet (43e)
- 7. Lyon - Lens 3-0 (0-0) : S. Anderson (53e), S. Marlet (61e, 86e)
- 8. Nantes - Lyon 0-1 (0-1) : S. Anderson (45e)
- 9. Lyon - Guingamp 0-1 (0-0) (Classement : 9e)
- 10. Marseille - Lyon 1-1 (1-0) : S. Anderson (52e S.P.)'
- 11. Lyon - Toulouse 4-1 (1-0) : S. Govou (6e), J. Edmilson (48e), T. Vairelles (69e), S. Malbranque (79e)
- 12. Bordeaux - Lyon 1-1 (1-1) : S. Anderson (44e)
- 13. Lyon - Auxerre 2-2 (1-1) : S. Govou (29e, 90e)
- 14. Monaco - Lyon 0-2 (0-1) : P. Laigle (4e), S. Marlet (80e)
- 15. Paris - Lyon 1-1 (1-1) : S. Marlet (44e)
- 16. Lyon - Lille 0-1 (0-0)
- 17. Strasbourg - Lyon 0-3 (0-2) : V. Dhorasoo (15e), T. Vairelles (32e), S. Anderson (62e) (Classement : 7e)
- 18. Lyon - Sedan 2-2 (0-0) : S. Marlet (69e), S. Anderson (85e)
- 19. Metz - Lyon 0-0 (0-0)
- 20. Lyon - Bastia 1-0 (1-0) : S. Marlet (31e)
- 21. Troyes - Lyon 1-0 (1-0)
- 22. Lyon - Saint-Étienne 2-1 (1-0) : S. Anderson (4e), C. Delmotte (90e)
- 23. Lens - Lyon 0-0 (0-0)
- 24. Lyon - Nantes 3-1 (1-0) : V. Dhorasoo (18e, 70e), S. Malbranque (60e)
- 25. Guingamp - Lyon 2-3 (1-2) : P. Violeau (8e), S. Anderson (12e, 90e)
- 26. Lyon - Marseille 1-1 (0-0) : S. Anderson (51e S.P.) (Classement : 5e)
- 27. Toulouse - Lyon 1-1 (0-1) : S. Anderson (40e)
- 28. Lyon - Bordeaux 2-1 (0-1) : S. Marlet (47e), S. Anderson (80e)
- 29. Auxerre - Lyon 0-3 (0-1) : S. Anderson (18e, 66e S.P.), S. Govou (83e)
- 30. Lyon - Monaco 2-1 (0-0) : S. Anderson (56e S.P.), C. Caçapa (90e)
- 31. Lyon - Paris 2-0 (1-0) : S. Anderson (45e), S. Marlet (80e)
- 32. Lille - Lyon 1-2 (1-1) : S. Anderson (26e), C. Delmotte (90e)
- 33. Lyon - Strasbourg 5-0 (2-0) : S. Anderson (18e), P. Müller (43e), S. Govou (73e), J. Chanelet (90e), S. Marlet (90e)
- 34. Rennes - Lyon 3-4 (3-2) : S. Anderson (18e, 74e), O. Echouafni (35e C.S.C.), S. Marlet (76e) (Classement : 2e)
- Classement : 2e ; 64 points ; 17 V, 13 N, 4 D ; 57 buts pour, 30 buts contre, +27

## Sources